# Anderson County (Texas)
 For alternative betydninger, se Anderson County. (Se også artikler, som begynder med Anderson County)
Anderson County er et county i den amerikanske delstat Texas beliggende i den østlige del af delstaten. Anderson County grænser mod Henderson County i nord, Cherokee County i øst, Houston County i syd, Leon County i sydvest og mod Freestone County i vest.
Anderson Countys totale areal er 2.792 km², hvoraf 19 km² er vand. I år 2000 havde Anderson County 55.109 indbyggere. Det administrative centrum ligger i byen Palestine. Anderson County er opkaldt efter Kenneth Lewis Anderson, der var vicepræsident i Republikken Texas.
31°49′N 95°39′V / 31.81°N 95.65°V